# Myeline basisch eiwit
Myeline basisch eiwit (Engels: Myelin basic protein, MBP) is een eiwit waar de myeline onder andere uit bestaat. De myeline is een vetachtige stof die om de zenuwen liggen zodat de impulsgeleiding sneller gaat en die bestaat uit lipiden en twee prominente eiwitten, Myeline basisch eiwit en proteolipide-eiwit.
Myeline basische eiwitten zijn ook een oorzaak van ziektes zoals de ziekte van Parkinson en multisysteematrofie (MSA).